# 알베르 르브룅
알베르 르브룅(Albert Lebrun, 1871년 8월 29일 ~ 1950년 3월 6일)은 프랑스의 정치인이다. 1932년 5월 10일부터 1940년 7월 11일, 프랑스 제3공화국이 막을 내릴 때까지 프랑스 대통령에 재임하였다.
로렌 지방 농민의 아들로 태어난 르브룅은 1870년 보불전쟁에서 프랑스가 패배하면서 독일 제국이 점령하고 있던 곳에서 태어났다. 낭시 국립 고등학교에서 학업을 마치고 나서 르브룅은 에콜 폴리테크니크와 파리국립고등광업학교를 수석으로 졸업, 이후 5년 간 베줄과 낭시에서 광산 기술자로 일했다.
르브룅은 1898년 뫼르테모젤 지방 의원으로 선출되면서 정계에 입문한다. 1900년에는 29살의 나이로 뫼르테모젤 대표 하원의원으로 선출되었다. 중도 공화파이던 르브룅은 여러 다른 명칭으로도 알려진 정당, 민주공화연합에 들어가 정당의 기조와 함께 우파로 전향했다.
르브룅은 식민장관(1911-1912, 1913-1914), 전쟁장관(1913), 수복지구장관(1917-1919) 등을 맡으며 제3공화국의 여러 내각에 참여했다. 조르주 클레망소와, 이후 레몽 푸앵카레와 가까이 지내면서 르브룅은 1920년 뫼르테모젤 대표로 상원에 입성한다. 르브룅은 상원에서 가장 영향력 있는 의원 중 하나가 되며, 1931년에 상원의장으로 선출되었다.
이듬해 대통령 폴 두메르가 암살당하자 르브룅은 어렵지 않게 프랑스 공화국 대통령으로 선출되었다. 르브룅의 첫 번째 임기 동안은 정치가 매우 불안정했으며, 내각이 수 차례 바뀌고, 1934년 2월 6일 위기로 인해 거국내각이 세워졌다. 이외에도 르브룅은 국민전선과 국민전선 지도자인 레옹 블룸이 권력을 잡는 것을 막지 못했다. 르브룅은 1932년 노르망디호의 진수식에, 1935년 취역식에 참가하고 1937년 파리 국제 박람회 개막식에도 참가했다.
1939년 4월, 제2차 세계 대전이 다가올 무렵 르브룅은 대통령직에 재선되었다. 이는 1885년 쥘 그레비 대통령이 재선된 이후 제3공화국에서 두 번째로 대통령이 재선된 사례였다. 연합군이 패배함에 따라 르브룅은 페탱 장군을 국무회의 의장으로 임명했다. 페탱 장군은 신속히 나치 독일과 휴전을 맺고 비시 정권을 수립했다. 이는 프랑스령 북아프리카에서 전투를 이어나가고자 한 알베르 르브룅의 대통령 임기를 끝냈다.
그는 중도 우파 성향이었고 좌파와 우파 내각 모두에게 잘 적응 하였지만 프랑스 제 3공화국의 헌법으로 인한 여러 제약과 지지기반이 취약했던 탓에 많은 실권을 행사하지는 못하였다.

## 역대 선거 결과
| 선거명      | 직책명 | 대수 | 정당             | 득표율 | 득표수 | 결과 | 당락 |
| ----------- | ------ | ---- | ---------------- | ------ | ------ | ---- | ---- |
| 1932년 선거 | 대통령 | 15대 | 민주 공화국 동맹 | 81.47% | 633표  | 1위  |      |
| 1939년 선거 | 대통령 | 15대 | 민주 공화국 동맹 | 55.97% | 506표  | 1위  |      |